# Musée de la Mode et du Costume
Pour un article plus général, voir Palazzo Pitti.
Le musée de la Mode et du Costume (anciennement Galerie du Costume) est l'un des musées situés à l'intérieur du Palais Pitti à Florence, en particulier dans la Palazzina della Meridiana, un pavillon au sud du palais auquel on peut également accéder depuis les jardins de Boboli.
En 2013, le circuit muséal des jardins de Boboli, qui comprend également le Trésor des Grands-Ducs, le musée de la mode et du costume, le musée de la porcelaine et le jardin Bardini, était le sixième site d'État italien le plus visité, avec 710 523 visiteurs et un revenu brut total de 2 722 872 euros. En 2016, le circuit des musées a attiré 881 463 visiteurs. La galerie du costume est actuellement le seul musée de l'histoire de la mode et du costume en Italie.

## Le bâtiment Meridiana
L'aile connue sous le nom de Palazzina della Meridiana a été construite sur le côté sud du palais sur ordre de Pierre Leopold de Lorraine en 1776. Les travaux ont été commencés par l'architecte Gaspare Paoletti, qui y travailla jusqu'en 1813 avec l'aide de Giuseppe Cacialli. Une décennie plus tard, l'édifice a été achevé par Pasquale Poccianti, qui a construit la façade sud, doté le bâtiment de nouvelles pièces et a supervisé le programme de décoration.
En 2007, après plus d'un siècle, le bâtiment a été rouvert pour permettre d'admirer le cadran solaire (Meridiana), l'œuvre de Vincenzo Viviani et les fresques qu'Anton Domenico Gabbiani a réalisées pour le Grand Prince Ferdinando.

## La galerie

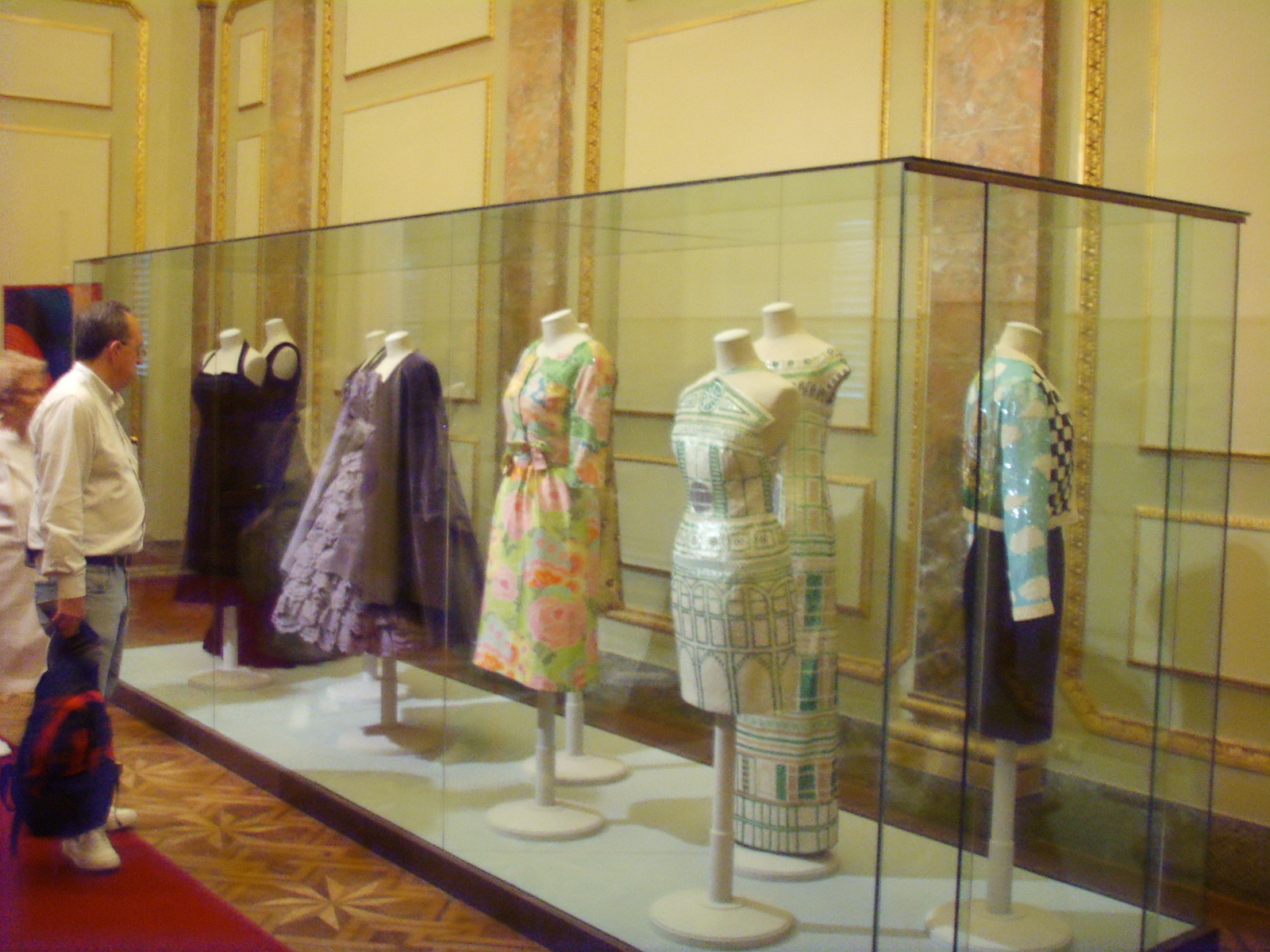
Une salle dans la galerie

La galerie des costumes est fondée en 1983 sous la direction de Kristen Aschengreen Piacenti et contient une collection qui, avec les objets en dépôt, atteint plus de 6 000 artefacts, dont des vêtements anciens (les plus anciens datant du XVIe siècle), des accessoires, costumes théâtraux et cinématographiques possédant une pertinence documentaire[réf. à confirmer]. Le musée retrace l'histoire des modes qui se sont succédé, grâce à la présence de nombreux exemples de stylistes italiens et étrangers tels que Valentino, Giorgio Armani, Gianni Versace, Emilio Pucci, Ottavio Missoni, Yves Saint Laurent...
La plupart des pièces proviennent de dons publics et privés, parfois avec la vente de garde-robes entières de personnages célèbres, d'une grande importance historique et esthétique. C'est ainsi que sont arrivés les vêtements de la noble sicilienne Franca Fiorio, ou ceux d'Eleonora Duse. Il existe également la collection de costumes de théâtre rassemblés par Umberto Tirelli, fondateur d'une importante boutique de tailleur spécialisée dans ce secteur.
Parmi les raretés du musée figurent les vêtements funéraires du grand-duc Cosme Ier de Médicis, de son épouse Eléonore de Tolède et de leur fils Garzia, décédé à l'âge de quinze ans des suites du paludisme. La restauration a lieu dans les laboratoires du musée.
En raison de la fragilité des objets exposés, les collections tournent périodiquement au moins tous les deux ans, selon un parcours qui se déroule chronologiquement et thématiquement, sans compter les expositions monographiques périodiques organisées dans certaines salles particulières de la Galerie.
Une collection de bijoux fantaisie du XXe siècle est également exposée.
L'accès à la galerie est généralement autorisé à horaires fixes, avec le même billet pour les jardins de Boboli.

## Expositions
- La mode féminine entre les deux guerres est le thème abordé dans une exposition - entre 2000 et 2001 - organisée par Caterina Chiarelli à la Galerie du Costume, rouverte en juin 2000 après une longue restauration.
- L'exposition « La garde-robe d'une dame sicilienne » (2001) a retracé le goût et la mode de la riche bourgeoisie sicilienne - des années 1920 aux années 1950 - à travers la garde-robe de Mme Venere Musarra.
- En 2001, le don que Flora Wiechmann Savioli a fait à la galerie des costumes a été exposé et comprend un noyau de bijoux, robes, peintures abstraites, accessoires de mode et petits objets d'art de famille.
- L'exposition « Acquisitions à travers le XXe siècle » a voulu valoriser les nouvelles acquisitions de la galerie, sans suivre de programme thématique. L'exposition a été organisée en deux groupes selon la provenance des œuvres: le premier comprenait des vêtements et accessoires achetés en 2002 lors d'une vente aux enchères et donnés par le Centre de la mode italienne de Florence, parmi lesquels des vêtements de Givenchy, Yves Saint Laurent, Jean-Paul Gaultier, Jean Patou, Alaïa, mais aussi Gucci, Gottex et Kenzo. Dans le second groupe, aux origines plus hétérogènes, des spécimens de la première moitié du XXe siècle ont également été inclus.
- En 2004, la galerie a accueilli un noyau de vêtements coptes, des IVe et VIe siècles, montrant l'évolution de la mode et du costume à différentes époques.
- La Galleria del Costume du Palazzo Pitti a présenté, entre 2007 et 2008, une sélection de la collection Riva qui se compose d'environ trois mille boutons. Le bouton a été le symbole de l'élégance masculine et a obtenu des effets spectaculaires grâce à l'utilisation d'or, d'argent et de pierres précieuses.
- Une exposition consacrée à la naissance de la tapisserie des Médicis a eu lieu à la Galerie, à la demande de Cosme Ier, ce qui témoigne de l'esprit d'entreprise du duc.
- Vingt et une tapisseries et éléments d'ameublement appartenant à la production du Mobilier National et des manufactures des Gobelins et de Beauvais, constituent le socle d'une exposition organisée entre 2008 et 2009 à la Galerie des Costumes.
- L'exposition en l'honneur de Dianora Marandino - présentée à la Galerie du Costume du Palazzo Pitti en 2011 - présentait une sélection de vêtements et de croquis préparatoires faisant partie de la collection offerte en cadeau par son épouse, le maître Enzo Faraoni. Cet artiste, volontairement toujours resté en dehors de la grande production, est à peine connu en dehors de la sphère des spécialistes du secteur.
- Entre 2013 et 2014, un parcours d'exposition sur le métier ancestral du modiste créateur de chapeaux a été proposé à la Galerie de costumes du Palazzo Pitti, ici érigée en véritables œuvres d'art. À la même période, une autre revue - organisée par Caterina Chiarelli - était consacrée à la garde-robe de certaines des femmes les plus influentes et aux stars de la mode du XXe siècle. Deux sections étaient consacrées aux robes de mariées et aux bijoux tissés fabriqués par des femmes du Rwanda.
- Du 1er octobre 2014 au 11 janvier 2015, la Galerie du Costume du Palazzo Pitti accueille l'exposition en l'honneur de Piero Tosi. En l'honneur de remporter l'Oscar de sa carrière, ils le décrivent comme un « visionnaire dont les costumes uniques résistent à l'épreuve du temps en donnant vie à l'art dans les films ». L'exposition, intitulée « Hommage au maestro Piero Tosi. L'art des costumes de scène de la Donation Tirelli », est composé d'une quinzaine de costumes de scène de Piero Tosi ; les œuvres sont exposées dans la salle de bal du musée. La mise en place a été coordonnée par l'architecte Mauro Linari et comprend également un noyau de vêtements historiques, de costumes de théâtre et de cinématographie datant de la donation d'Umberto Tirelli à la Galerie du Costume en 1986. Parmi les costumes de scène de l'exposition et conçus par le designer Tosi, ceux de Médée (réalisé par Pier Paolo Pasolini), Elisabeth (Sissi) (réalisé par Luchino Visconti), Giuliana Hermil (L'Innocent, réalisé par Luchino Visconti)[8].

## Liens
1. ↑  Ministero dei Beni e delle Attività Culturali, Visitatori e introiti dei musei
2. ↑  Ministero dei Beni e delle Attività Culturali, Visitatori e introiti dei musei
3. ↑  Caterina Chiarelli, La Meridiana di Palazzo Pitti, Livourne, Sillabe, 2007
4. ↑  « Firenze - Travel Europe, Script, Bologna, 2012. »
5. ↑  (it) « Toscana fashion: 5 musei dedicati alla moda | Visit Tuscany », sur visittuscany.com.
6. ↑  (it) « Il Museo della Moda e del Costume di Firenze | Visit Tuscany », sur www.visittuscany.com
7. ↑  Caterina Chiarelli (a cura di), Galleria del Costume di Palazzo Pitti: le collezioni. Moda fra analogie e dissonanze, Livorno, Sillabe, 2010.
8. ↑  « Firenze - Galleria del Costume di Palazzo Pitti - Mostra 'Omaggio a Piero Tosi' in mostra i costumi di scena di Maria Callas e Romy Schneider », sur www.beniculturali.it

## Source de traduction
- (it) Cet article est partiellement ou en totalité issu de l’article de Wikipédia en italien intitulé « Museo della Moda e del Costume » (voir la liste des auteurs).